# 中国運載火箭技術研究院
中国運載火箭技術研究院（中: 中国运载火箭技术研究院、英: China Academy of Launch Vehicle Technology; CALT）は中国最大のロケット製造業者。中国航天科技集団公司（CASC）の下部組織。日本語では中国キャリアロケット技術研究院とも訳される。

## 概要
1957年銭学森によって設立された。1958年ロシアのR-2ミサイルの製造が第1研究院（Academy 1）で始まり、これが後にBWYIC（Beijing Wan Yuan Industry Corp., 北京万源工業公司）となり、CALTとなった。
中国の液体燃料弾道ミサイルの研究・開発を行い、また長征ロケットの設計・製造も担当し、1970年から70機以上の宇宙機を宇宙に打ち上げた。また中国国外の商業衛星打上げも行っている。本部は北京の南部郊外に位置する。